# VVV in het seizoen 1963/64
Dit artikel geeft een overzicht van VVV in het seizoen 1963/1964.

## Transfers

### Aangetrokken spelers
| Naam                | Nationaliteit | Vorige club              |
| ------------------- | ------------- | ------------------------ |
| Zomer               |               |                          |
| Pierre Brueren      | Nederland     | SV Blerick               |
| Frans de Bruin      | Nederland     | SV Blerick               |
| Don Burhenne        | Nederland     | Eigen jeugd              |
| Jac Cordang         | Nederland     | SV Blerick               |
| Frans Derix         | Nederland     | Wittenhorst              |
| Friedhelm Frontzeck | Duitsland     | Borussia Mönchengladbach |
| Hans Göbbels        | Duitsland     | Borussia Mönchengladbach |
| Jan van 't Hek      | Nederland     | RKDEV                    |
| Arie de Oude        | Nederland     | DWS                      |
| Dick Schenkel       | Nederland     | DWS                      |
| Geert Valentijn     | Nederland     | SC Irene                 |
| Ronnie van Zeijst   | Nederland     | SV Blerick               |

### Vertrokken spelers
| Naam              | Nationaliteit | Nieuwe club                  |
| ----------------- | ------------- | ---------------------------- |
| Zomer             |               |                              |
| Gert Blum         | Duitsland     | onbekend                     |
| Herman Geraats    | Nederland     | SC Irene                     |
| Willie Heesakkers | Nederland     | Helmondia '55                |
| Peter Kepser      | Nederland     | SV Blerick                   |
| Evert Lafaire     | Nederland     | Eindhoven                    |
| Jan Schatorjé     | Nederland     | Gestopt (trainer Sparta '18) |
| Hans Sleven       | Nederland     | DOS                          |
| Jan Teeuwen       | Nederland     | SV Blerick                   |
| Wiel Teeuwen      | Nederland     | SC Irene                     |

## Oefenwedstrijden
| № | Datum            | Thuis                           | Uit                      | Uitslag |
| - | ---------------- | ------------------------------- | ------------------------ | ------- |
| 1 | 10 augustus 1963 | Wilhelmina                      | VVV                      | 1 – 4   |
| 2 | 15 augustus 1963 | VVV                             | SV Blerick               | 5 – 3   |
| 3 | 18 augustus 1963 | VVV                             | DOS                      | 1 – 4   |
| 4 | 12 december 1963 | Fortuna '54                     | VVV                      | 0 – 1   |
| 5 | 18 december 1963 | Nederlands amateurvoetbalelftal | VVV                      | 0 – 0   |
| 6 | 8 februari 1964  | SV Blerick                      | VVV                      | 0 – 1   |
| 7 | 8 maart 1964     | VVV                             | MVV                      | 0 – 0   |
| 8 | 31 mei 1964      | VVV                             | Borussia Mönchengladbach | 2 – 7   |
| 9 | 17 juni 1964     | VVV                             | Oude Glorie VVV          | 2 – 1   |

## Eerste divisie
| №  | Datum             | Thuis               | Uit                 | Uitslag |
| -- | ----------------- | ------------------- | ------------------- | ------- |
| 1  | 25 augustus 1963  | VVV                 | Telstar             | 1 – 1   |
| 2  | 1 september 1963  | Enschedese Boys     | VVV                 | 8 – 0   |
| 3  | 8 september 1963  | VVV                 | RBC                 | 1 – 2   |
| 4  | 15 september 1963 | SHS                 | VVV                 | 2 – 1   |
| 5  | 22 september 1963 | VVV                 | Sittardia           | 1 – 1   |
| 6  | 6 oktober 1963    | BVV                 | VVV                 | 1 – 1   |
| 7  | 13 oktober 1963   | VVV                 | Excelsior           | 1 – 1   |
| 8  | 27 oktober 1963   | Fortuna Vlaardingen | VVV                 | 0 – 1   |
| 9  | 3 november 1963   | VVV                 | De Volewijckers     | 2 – 2   |
| 10 | 10 november 1963  | DHC                 | VVV                 | 1 – 1   |
| 11 | 24 november 1963  | VVV                 | Eindhoven           | 0 – 0   |
| 12 | 1 december 1963   | Veendam             | VVV                 | 4 – 0   |
| 13 | 8 december 1963   | Elinkwijk           | VVV                 | 5 – 1   |
| 14 | 15 december 1963  | VVV                 | Velox               | 0 – 4   |
| 15 | 22 december 1963  | Willem II           | VVV                 | 3 – 2   |
| 16 | 5 januari 1964    | VVV                 | Enschedese Boys     | 1 – 4   |
| 17 | 12 januari 1964   | Telstar             | VVV                 | 0 – 0   |
| 18 | 19 januari 1964   | RBC                 | VVV                 | 0 – 0   |
| 19 | 2 februari 1964   | VVV                 | SHS                 | 0 – 1   |
| 20 | 16 februari 1964  | Sittardia           | VVV                 | 1 – 2   |
| 21 | 1 maart 1964      | VVV                 | BVV                 | 3 – 0   |
| 22 | 15 maart 1964     | Excelsior           | VVV                 | 0 – 2   |
| 23 | 30 maart 1964     | VVV                 | Fortuna Vlaardingen | 1 – 0   |
| 24 | 5 april 1964      | De Volewijckers     | VVV                 | 2 – 1   |
| 25 | 19 april 1964     | VVV                 | DHC                 | 0 – 1   |
| 26 | 26 april 1964     | Eindhoven           | VVV                 | 10 – 1  |
| 27 | 3 mei 1964        | VVV                 | Veendam             | 5 – 1   |
| 28 | 7 mei 1964        | VVV                 | Elinkwijk           | 6 – 2   |
| 29 | 10 mei 1964       | Velox               | VVV                 | 3 – 0   |
| 30 | 18 mei 1964       | VVV                 | Willem II           | 3 – 6   |

## KNVB Beker
Eerste ronde:
| Zondag 29 september 1963, 14:30                                                         | Baronie                            | 0-0 n.v. (0-0) | VVV                                   | Opstelling Baronie | Opstelling VVV                                                                                              |  |
| Stadion: Sportpark De Blauwe Kei, Breda Toeschouwers: 1.500 Arbiter: Boogaerts          | H. van Ierssel Roelandt Van Knijff |                | Schenkel Göbbels Slaats Derix De Oude | Bastiaansen, Roelandt , M. Brouwers, H. van Ierssel, Schoenmakers, Van Knijff, K. van Ierssel, Segers, A. van Ierssel, Vermolen, De Jongh | Schroemges, Lamberts , Van Elderen, Schenkel, Göbbels, Koppers, Crompvoets, Brueren, De Oude, Derix, Slaats |  |
| Stadion: Sportpark De Blauwe Kei, Breda Toeschouwers: 1.500 Arbiter: Boogaerts          |                                    |                |                                       | Bastiaansen, Roelandt , M. Brouwers, H. van Ierssel, Schoenmakers, Van Knijff, K. van Ierssel, Segers, A. van Ierssel, Vermolen, De Jongh | Schroemges, Lamberts , Van Elderen, Schenkel, Göbbels, Koppers, Crompvoets, Brueren, De Oude, Derix, Slaats |  |
| Stadion: Sportpark De Blauwe Kei, Breda Toeschouwers: 1.500 Arbiter: Boogaerts          |                                    |                |                                       | Bastiaansen, Roelandt , M. Brouwers, H. van Ierssel, Schoenmakers, Van Knijff, K. van Ierssel, Segers, A. van Ierssel, Vermolen, De Jongh | Schroemges, Lamberts , Van Elderen, Schenkel, Göbbels, Koppers, Crompvoets, Brueren, De Oude, Derix, Slaats |  |
| Bijz.: VVV wint na strafschoppen met 2-5. VVV plaatst zich voor de volgende bekerronde. |                                    |                |                                       | | |  |

Tweede ronde:
| Zondag 17 november 1963, 14:30                                       | VVV | 0-1 (0-0) | ADO          | Opstelling VVV | Opstelling ADO |  |
| Stadion: Stadion De Kraal, Venlo Toeschouwers: 5.000 Arbiter: Roomer |     |           | 24' Houwaart | Swinkels, Crompvoets, Van Elderen, Lamberts , Schenkel, Frontzeck, Van den Heuvel, Derix, De Oude, De Bruin, Valentijn | Van Vianen, Van der Lee, Kleindijk, Verlangen, Villerius , De Zoete, Heijnen, Houwaart, Van Wijk, Aarts, De Korte |  |
| Stadion: Stadion De Kraal, Venlo Toeschouwers: 5.000 Arbiter: Roomer |     |           |              | Swinkels, Crompvoets, Van Elderen, Lamberts , Schenkel, Frontzeck, Van den Heuvel, Derix, De Oude, De Bruin, Valentijn | Van Vianen, Van der Lee, Kleindijk, Verlangen, Villerius , De Zoete, Heijnen, Houwaart, Van Wijk, Aarts, De Korte |  |
| Stadion: Stadion De Kraal, Venlo Toeschouwers: 5.000 Arbiter: Roomer |     |           |              | Swinkels, Crompvoets, Van Elderen, Lamberts , Schenkel, Frontzeck, Van den Heuvel, Derix, De Oude, De Bruin, Valentijn | Van Vianen, Van der Lee, Kleindijk, Verlangen, Villerius , De Zoete, Heijnen, Houwaart, Van Wijk, Aarts, De Korte |  |
| Bijz.: VVV uitgeschakeld.                                            |     |           |              | | |  |

## Statistieken
| №           | Naam                | Geboren    | Competitie | Competitie | Beker | Beker |      |      |      |      |
| №           | Naam                | Geboren    | Duels      | Goals      | Duels | Goals |      |      |      |      |
| Doel        | Doel                | Doel       | Doel       | Doel       | Doel  | Doel  | Doel | Doel | Doel | Doel |
| ----------- | ------------------- | ---------- | ---------- | ---------- | ----- | ----- | ---- | ---- | ---- | ---- |
|             | Karel Faasen        | 13-11-1937 | 0          | 0          | 0     | 0     |      |      |      |      |
|             | Piet Schroemges     | 15-07-1939 | 8          | 0          | 1     | 0     |      |      |      |      |
|             | Frans Swinkels      | 02-11-1931 | 26         | 0          | 1     | 0     |      |      |      |      |
|             | Ronnie van Zeijst   | 18-04-1942 | 0          | 0          | 0     | 0     |      |      |      |      |
| Verdediging |                     |            |            |            |       |       |      |      |      |      |
|             | Harry Crompvoets    | 14-10-1940 | 5          | 0          | 2     | 0     |      |      |      |      |
|             | Wiel van Elderen    | 16-04-1942 | 27         | 0          | 2     | 0     |      |      |      |      |
|             | Jan van 't Hek      | 21-02-1945 | 4          | 0          | 0     | 0     |      |      |      |      |
|             | Hay Lamberts        | 28-03-1934 | 30         | 0          | 2     | 0     |      |      |      |      |
|             | Harrie Steegh       | 26-02-1934 | 9          | 1          | 0     | 0     |      |      |      |      |
| Middenveld  |                     |            |            |            |       |       |      |      |      |      |
|             | Theo Appeldoorn     | 04-09-1943 | 2          | 0          | 0     | 0     |      |      |      |      |
|             | Don Burhenne        | 20-03-1946 | 1          | 0          | 0     | 0     |      |      |      |      |
|             | Jac Cordang         | 10-09-1941 | 2          | 0          | 0     | 0     |      |      |      |      |
|             | Friedhelm Frontzeck | 15-03-1938 | 21         | 0          | 1     | 0     |      |      |      |      |
|             | Hans Göbbels        | 07-03-1936 | 26         | 0          | 1     | 0     |      |      |      |      |
|             | André Orval         | 04-08-1940 | 19         | 0          | 0     | 0     |      |      |      |      |
|             | Dick Schenkel       | 27-07-1933 | 30         | 7          | 2     | 0     |      |      |      |      |
| Aanval      |                     |            |            |            |       |       |      |      |      |      |
|             | Pierre Brueren      | 20-03-1940 | 0          | 0          | 1     | 0     |      |      |      |      |
|             | Frans de Bruin      | 29-09-1937 | 22         | 4          | 1     | 0     |      |      |      |      |
|             | Frans Derix         | 29-09-1942 | 24         | 3          | 2     | 0     |      |      |      |      |
|             | Jan van den Heuvel  | 06-07-1935 | 28         | 2          | 1     | 0     |      |      |      |      |
|             | Frans Koppers       | 28-04-1941 | 0          | 0          | 1     | 0     |      |      |      |      |
|             | Werner Linssen      | onbekend   | 2          | 0          | 0     | 0     |      |      |      |      |
|             | Arie de Oude        | 23-07-1933 | 27         | 15         | 2     | 0     |      |      |      |      |
|             | Bennie Slaats       | 18-05-1942 | 19         | 6          | 1     | 0     |      |      |      |      |
|             | Geert Valentijn     | 22-05-1944 | 5          | 0          | 1     | 0     |      |      |      |      |
|             | Jac Verheijden      | 10-09-1941 | 6          | 0          | 0     | 0     |      |      |      |      |

BVV ·
DHC ·
Elinkwijk ·
Enschedese Boys ·
Eindhoven ·
Excelsior ·
Fortuna ·
RBC ·
SHS ·
Sittardia ·
Telstar ·
Veendam ·
Velox ·
De Volewijckers ·
VVV ·
Willem II